# Parque nacional Quill/Boven
El Parque nacional Quill/Boven de San Eustaquio es un parque nacional en la isla de San Eustaquio en el Caribe Neerlandés que cubre 5,4 km².
La iniciativa para el parque fue tomada en 1996 por el Consejo Insular y fue designado por el Gobierno de las Antillas Neerlandesas en 1998 como el primer parque nacional. La gestión del mismo es manejada por la Fundación de Parques nacionales de San Eustaquio (STENAPA).
La zona se compone de dos partes. El parque nacional de Quill cubre el área alrededor del volcán El Quill (Monte Mazinga) y el punto más alto se encuentra a 600 metros sobre el nivel del mar. La zona es boscosa y existen especia de acacia y Mimosoideae que son muy comunes. El cráter tiene una profundidad que se extiende a 273 metros sobre el nivel del mar. El denso bosque se relaciona con la selva tropical . Hay varias especies de aves y especies en peligro de extinción como la iguana antillana ( Iguana delicatissima ).
La zona superior cubre cinco colinas en el norte de la isla : Boven, Venus, Gilboa Hill, Signal Hill y Bergje . Las colinas están a entre 200 y 300 metros de altura, y fueron formadas por la actividad volcánica